# 1901 في الأرجنتين
فيما يلي قوائم الأحداث التي وقعت خلال عام 1901 في الأرجنتين.

## سياسة

### تعيين في المنصب
- 1 مايو – بارتولومي ميتر عضو مجلس الشيوخ الأرجنتيني ‏.
- 9 مايو – خوسيه إيفاريستو عضو مجلس الشيوخ الأرجنتيني ‏.

### انتهاء فترة المنصب
- 30 أبريل – بارتولومي ميتر عضو مجلس الشيوخ الأرجنتيني ‏.

## رياضة
- 1 يناير – دوري الدرجة الأولى الأرجنتيني 1901 الفائز Alumni Athletic Club [الإنجليزية]‏.

## مواليد

### يناير
- 1 يناير – أليخاندرو دي لوس سانتوس لاعب كرة قدم أرجنتيني.
- 1 يناير – خوان كروز غونزاليس لاعب كرة قدم أرجنتيني.
- 1 يناير – روزيتا كيروغا
- 1 يناير – فيرجينيا دي لا كروز
- 1 يناير – كريستيان غارسيا
- 1 يناير – لوكاس تشافيز لاعب كرة قدم أرجنتيني.
- 1 يناير – ماريا أونتراجوس
- 1 يناير – ماريا جينزا ناقدة وكاتبة أرجنتينيّة.
- 1 يناير – والتر بيرنس لاعب كرة قدم أرجنتيني.
- 22 يناير – فيسنتي أغيري لاعب كرة قدم أرجنتيني.

### مارس
- 24 مارس – إدواردو بارنز نحات أرجنتيني.

### أبريل
- 21 أبريل – ويليام فيراري

### مايو
- 15 مايو – لويس مونتي لاعب كرة قدم أرجنتيني.

### يوليو
- 5 يوليو – جوليو ليبوناتي لاعب كرة قدم أرجنتيني.

### أغسطس
- 5 أغسطس – خوان كارلوس باز موسيقي أرجنتيني.
- 11 أغسطس – كارلوس برناردو غونزاليس بيكوتشي

### سبتمبر
- 21 سبتمبر – فيسنتي سولانو ليما سياسي أرجنتيني.

### أكتوبر
- 28 أكتوبر – بيدرو إلسا رياضي أرجنتيني.

### ديسمبر
- 2 ديسمبر – رايموندو أورسي لاعب كرة قدم إيطالي.
- 9 ديسمبر – هوغو ماك دوغال كاتب أرجنتيني.